# Muang
Muang (tiếng Lào: ເມືອງ mɯ́ang, phát âm tiếng Lào: [mɯaŋ˦]), Mueang (tiếng Thái: เมือง mɯ̄ang, phát âm [mɯaŋ˧]), Mường (phát âm tiếng Việt: [/mɨəŋ ˨˩/]) hay Mong (tiếng Shan: မိူင်း mə́ŋ, phát âm [məŋ˦]) là tên thời cận đại được dùng để chỉ một vùng lãnh thổ bán độc lập có ở vùng cư trú truyền thống của những dân tộc thuộc ngữ hệ Tai-Kadai .

Phân bố của ngữ hệ Tai-Kadai

Về địa lý vùng này gồm bắc phần bán đảo Đông Dương và lân cận. Ngày nay vùng này ở trong lãnh thổ của Thái Lan, Lào, bắc Việt Nam, bắc Campuchia, phía nam tỉnh Vân Nam (Muang phiên âm chữ Hán gọi là 猛, hay 勐 (mãnh)) và tây tỉnh Quảng Tây Trung Quốc, Myanmar, bang Assam ở đông bắc Ấn Độ.